# كسوف الشمس 30 مارس 2052
سيحدث كسوف كلي للشمس في العقدة الهابطة للقمر في المدار يوم السبت ، 30 مارس ، 2052. يحدث كسوف الشمس عندما يمر القمر بين الأرض والشمس ، وبالتالي يحجب صورة الشمس كليًا أو جزئيًا عن مشاهد على الأرض. يحدث الكسوف الكلي للشمس عندما يكون القطر الظاهري للقمر أكبر من قطر الشمس ، مما يحجب كل ضوء الشمس المباشر ، ويحول النهار إلى ظلام. تحدث الكلية في مسار ضيق عبر سطح الأرض ، مع كسوف جزئي للشمس مرئي فوق المنطقة المحيطة بعرض آلاف الكيلومترات. سيعبر مسار الكلية وسط المكسيك والولايات الجنوبية الشرقية للولايات المتحدة . ستشهد جميع أمريكا الشمالية والحافة الشمالية لأمريكا الجنوبية تقريبًا كسوفًا جزئيًا. سيكون هذا الكسوف الكلي الثاني المرئي من فلوريدا بانهاندل وجنوب غرب جورجيا خلال 6.6 سنوات . سيكون أول كسوف كلي للشمس يمكن رؤيته من ساروس 130 في 223 شهرًا سينوديًا .

## الخسوفات ذات الصلة

### كسوف الشمس 2051-2054
هذا الكسوف هو جزء من سلسلة كسوف الشمس 2051-2054. يتكرر الكسوف في كل 177 يومًا تقريبًا و 4 ساعات في العقد المتناوبة من مدار القمر.
| مجموعات سلسلة كسوف الشمس من 2051-2054 | مجموعات سلسلة كسوف الشمس من 2051-2054 | مجموعات سلسلة كسوف الشمس من 2051-2054 | مجموعات سلسلة كسوف الشمس من 2051-2054 | مجموعات سلسلة كسوف الشمس من 2051-2054 |
| ------------------------------------- | ------------------------------------- | ------------------------------------- | ------------------------------------- | ------------------------------------- |
| عقدة تصاعدية                          | عقدة تصاعدية                          |                                       | عقدة تنازلية                          | عقدة تنازلية                          |
| ساروس                                 | خريطة                                 | ساروس                                 | خريطة                                 |                                       |
| 120                                   | أبريل 11, 2051 جزئي                   | 125                                   | أكتوبر 4, 2051 [الإنجليزية] جزئي      |                                       |
| 130                                   | مارس 30, 2052 كلي                     | 135                                   | سبتمبر 22, 2052 حلقي                  |                                       |
| 140                                   | مارس 20, 2053 حلقي                    | 145                                   | سبتمبر 12, 2053 [الإنجليزية] كلي      |                                       |
| 150                                   | مارس 9, 2054 [الإنجليزية] جزئي        | 155                                   | سبتمبر 2, 2054 [الإنجليزية] جزئي      |                                       |

### ساروس 130
هذا الكسوف جزء من دورة ساروس 130 ، يتكرر كل 18 سنة ، 11 يومًا ، ويحتوي على 73 حدثًا.
- بدأت السلسلة بكسوف جزئي للشمس في 20 أغسطس 1096.
- وهي تحتوي على كسوف كلي من 5 أبريل 1475 حتى 18 يوليو 2232.
- لا يوجد خسوف حلقي في السلسلة.
- تنتهي السلسلة عند العضو 73 ككسوف جزئي في 25 أكتوبر 2394.

كانت أطول مدة للمجموعة الكلية 6 دقائق و 41 ثانية في 11 يوليو 1619. كل الكسوف في هذه السلسلة يحدث عند العقدة الهابطة للقمر.قالب:Solar Saros series 130
| أعضاء السلسلة 43-56 بين 1853 و 2300 | أعضاء السلسلة 43-56 بين 1853 و 2300 | أعضاء السلسلة 43-56 بين 1853 و 2300 |
| 43                                  | 44                                  | 45                                  |
| ----------------------------------- | ----------------------------------- | ----------------------------------- |
| نوفمبر 30, 1853 [الإنجليزية]        | ديسمبر 12, 1871 [الإنجليزية]        | ديسمبر 22, 1889 [الإنجليزية]        |
| 46                                  | 47                                  | 48                                  |
| يناير 3, 1908 [الإنجليزية]          | يناير 14, 1926 [الإنجليزية]         | يناير 25, 1944 [الإنجليزية]         |
| 49                                  | 50                                  | 51                                  |
| فبراير 5, 1962 [الإنجليزية]         | فبراير 16, 1980 [الإنجليزية]        | فبراير 26, 1998 [الإنجليزية]        |
| 52                                  | 53                                  | 54                                  |
| مارس 9, 2016                        | مارس 20, 2034                       | مارس 30, 2052                       |
| 55                                  | 56                                  | 57                                  |
| أبريل 11, 2070 [الإنجليزية]         | أبريل 21, 2088 [الإنجليزية]         | مايو 3, 2106                        |
| 58                                  | 59                                  | 60                                  |
| مايو 14, 2124                       | مايو 25, 2142                       | يونيو 4, 2160                       |
| 61                                  | 62                                  | 63                                  |
| يونيو 16, 2178                      | يونيو 26, 2196                      | يوليو 8, 2214                       |
| 64                                  | 65                                  | 66                                  |
| يوليو 18, 2232                      | يوليو 30, 2250                      | أغسطس 9, 2268                       |
| 67                                  |                                     |                                     |
| أغسطس 20, 2286                      |                                     |                                     |

### سلسلة اينكس
هذا الكسوف هو جزء من دورة اينكس طويلة الأمد ، يتكرر عند العقد المتناوبة ، كل 358 شهرًا سينوديًا (≈ 10571.95 يومًا ، أو 29 عامًا ناقص 20 يومًا).
مظهرها وخط طولها غير منتظمين بسبب عدم التزامن مع الشهر غير الطبيعي (فترة الحضيض). ومع ذلك ، فإن مجموعات 3 دورات اينكس (87 سنة ناقص شهرين) تقترب (≈ 1،151.02 شهرًا غير طبيعي) ، لذا فإن الكسوف متشابه في هذه المجموعات.
| أعضاء سلسلة Inex بين عامي 1901 و 2100:      | أعضاء سلسلة Inex بين عامي 1901 و 2100:       | أعضاء سلسلة Inex بين عامي 1901 و 2100:      |
| ------------------------------------------- | -------------------------------------------- | ------------------------------------------- |
| </img> </br>10 يوليو 1907 </br> (ساروس 125) | </img> </br> 19 يونيو 1936 </br> (ساروس 126) | </img> </br> 30 مايو 1965 </br> (ساروس 127) |
| </img> </br> 10 مايو 1994 </br> (ساروس 128) | </img> </br> 20 أبريل 2023 </br> (ساروس 129) | </img> </br> 30 مارس 2052 </br> (ساروس 130) |
| </img> </br> 10 مارس 2081 </br> (ساروس 131) |                                              |                                             |

### دورة ميتونيك
تتكرر السلسلة ميتونيك كل 19 عامًا (6939.69 يومًا) ، وتستمر حوالي 5 دورات. يحدث الكسوف في نفس تاريخ التقويم تقريبًا. بالإضافة إلى ذلك ، تتكرر سلسلة أكتون الفرعية 1/5 من ذلك أو كل 3.8 سنوات (1387.94 يومًا). تحدث جميع الكسوفات في هذا الجدول عند العقدة الصاعدة للقمر.
| 21 من أحداث الكسوف بين 12 يونيو 2029 و 12 يونيو 2105 | 21 من أحداث الكسوف بين 12 يونيو 2029 و 12 يونيو 2105 | 21 من أحداث الكسوف بين 12 يونيو 2029 و 12 يونيو 2105 | 21 من أحداث الكسوف بين 12 يونيو 2029 و 12 يونيو 2105 | 21 من أحداث الكسوف بين 12 يونيو 2029 و 12 يونيو 2105 |
| 11-12 يونيو                                          | 30-31 مارس                                           | 16 يناير                                             | 4-5 نوفمبر                                           | من 23 إلى 24 أغسطس                                   |
| 118                                                  | 120                                                  | 122                                                  | 124                                                  | 126                                                  |
| ---------------------------------------------------- | ---------------------------------------------------- | ---------------------------------------------------- | ---------------------------------------------------- | ---------------------------------------------------- |
| </img> </br> 12 يونيو 2029                           | </img> </br> 30 مارس 2033                            | </img> </br> 16 يناير 2037                           | </img> </br> 4 نوفمبر 2040                           | </img> </br> 23 أغسطس 2044                           |
| 128                                                  | 130                                                  | 132                                                  | 134                                                  | 136                                                  |
| </img> </br> 11 يونيو 2048                           | </img> </br> 30 مارس 2052                            | </img> </br> 16 يناير 2056                           | </img> </br> 5 نوفمبر 2059                           | </img> </br> 24 أغسطس 2063                           |
| 138                                                  | 140                                                  | 142                                                  | 144                                                  | 146                                                  |
| </img> </br> 11 يونيو 2067                           | </img> </br> 31 مارس 2071                            | </img> </br> 16 يناير 2075                           | </img> </br> 4 نوفمبر 2078                           | </img> </br> 24 أغسطس 2082                           |
| 148                                                  | 150                                                  | 152                                                  | 154                                                  |                                                      |
| </img> </br> 11 يونيو 2086                           | </img> </br> 31 مارس 2090                            | </img> </br> 16 يناير 2094                           | </img> </br> 4 نوفمبر 2097                           |                                                      |

## روابط خارجية
- www.solar-eclipse.de - متوسط التغطية السحابية والمدن على طول مسار الكسوف
- http://eclipse.gsfc.nasa.gov/SEplot/SEplot2001/SE2049May31A. GIF